# Claoxylon coriaceolanatum
Claoxylon coriaceolanatum är en törelväxtart som beskrevs av Airy Shaw. Claoxylon coriaceolanatum ingår i släktet Claoxylon och familjen törelväxter. Inga underarter finns listade i Catalogue of Life.